# Sender Herford
Der Sender Herford war ein Kleinsender des Westdeutschen Rundfunks für Mittelwellen-Rundfunk auf dem Eggeberg in Herford-Schwarzenmoor. Heute wird von einem neu errichteten Sendeturm auf UKW und DAB+ gesendet.

## Vorgeschichte

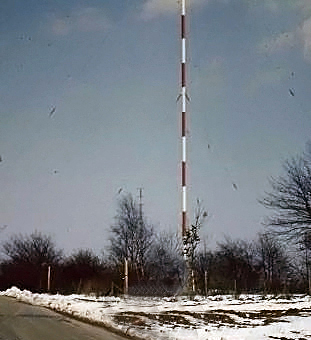
Sender Herford in den 1970er-Jahren

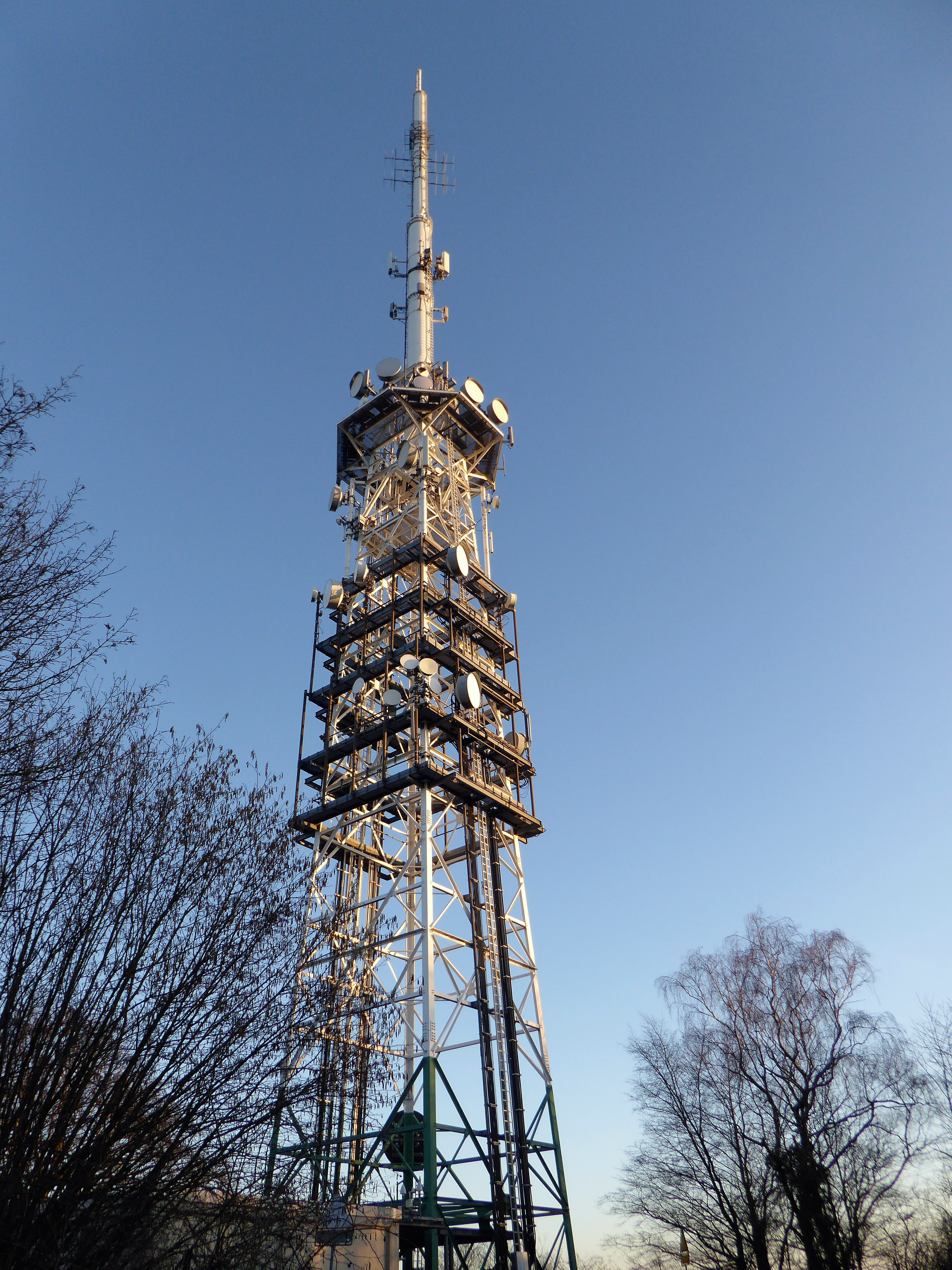
Sender Herford 2021

Im Jahre 1946 wurde auf einem Hang in der Nähe des Sportplatzes in Eilshausen bei Herford ein 50 Meter hoher Gittermast errichtet, über den das Mittelwellenprogramm des damaligen Nordwestdeutschen Rundfunks (NWDR) ausgestrahlt wurde. Die sendetechnische Ausrüstung befand sich in Fahrzeugen, die im Zweiten Weltkrieg zum deutschen Soldatensender „Ursula“ gehörten, der zuletzt vom ostpreußischen Rauschen aus ein Propagandaprogramm für deutsche Soldaten ausgestrahlt hatte. Er wurde nach Kriegsende von der Reichspost übernommen, die den Sender in Eilshausen errichtete. Nachdem am 15. März 1950 der Sender auf der Egge in Betrieb gegangen war, wurde der fahrbare Sender an die Britische Rheinarmee verkauft.

## Mittelwellensender
Als Antennenträger wurde ein 104 Meter hoher, gegen Erde isolierter Sendemast verwendet. Der Mast hatte ein Gewicht von 36.000 kg. In 46 Meter und 86 Meter Höhe waren Drahtseile (Pardunen) angebracht, die den Mast hielten. Der Technikraum und eine Wohnung für den Sendeleiter befanden sich in einem in der Nähe stehenden Haus.

## Nutzung
Zum Sendestart Mitte März 1950 wurde über den Sender das Mittelwellenprogramm NWDR 1, ab 1956 WDR 1 auf der Frequenz 701 kHz (nach dem Inkrafttreten des Genfer Wellenplans 702 kHz) mit einer Sendeleistung von 2 kW abgestrahlt.
Am 31. Dezember 1993 wurden die Mittelwellenausstrahlungen eingestellt. 1994 wurde der Sendemast abgebrochen und durch einen 109 Meter hohen, freistehenden Stahlfachwerkturm bei 52° 8' 41" nördlicher Breite und 8° 43' 29" östlicher Länge ersetzt, über den digitaler Hörfunk im DAB+-Standard sowie die UKW-Programme von Radio Herford und BFBS Germany ausgestrahlt werden.
Das Bild links zeigt den Mittelwellensender Herford aus den 1970er-Jahren. Daneben ist im Hintergrund noch der 20 Meter hohe Mast für die damalige Ausstrahlung von BFBS auf UKW zu sehen.

## BFBS
Zusätzlich zum Mittelwellensender trug der Mast auch eine Antenne zur Verbreitung des UKW-Programms des britischen Soldatensenders BFBS auf seiner Spitze. Im Herbst 1955 wurden neben dem WDR-Sender zwei 20 Meter hohe 3-kW-Sender für BFBS aufgestellt, die auf der Frequenz 95,40 MHz (Kanal 28) sendeten. Nach der Reduzierung der Leistung auf 0,25 kW wurde der Sendebetrieb Mitte der 1980er Jahre eingestellt. Die Versorgung der Region Ostwestfalen-Lippe übernahm daraufhin der Sender auf dem Fernmeldeturm Hünenburg in Bielefeld mit 70,8 kW Leistung. Nach dem Abzug eines Großteils der britischen Streitkräfte wurde die letzte reichweitenstarke BFBS-Frequenz in Deutschland am 27. April 2020 aufgegeben. Seit Mitte März 2020 wird das Programm BFBS Germany stattdessen wieder vom Eggeberg verbreitet.
Vom 22. Oktober 1990 bis 31. Juli 2009 befand sich die Deutschlandzentrale von BFBS auf dem Gelände der Wentworth-Kaserne in Herford.

## Frequenzen und Programme

### Analoger Hörfunk (UKW)
| Frequenz (MHz) | Programm      | RDS PS   | RDS PI | ERP (kW) | Antennendiagramm rund (ND) / gerichtet (D) | Polarisation horizontal (H) / vertikal (V) |
| -------------- | ------------- | -------- | ------ | -------- | ------------------------------------------ | ------------------------------------------ |
| 94,9           | Radio Herford | _HERFORD | D798   | 0,5      | D                                          | H                                          |
| 101,6          | BFBS Germany  | BFBS_GER | D390   | 1,4      | D                                          | H                                          |

### Digitales Radio (DAB / DAB+)
DAB beziehungsweise der Nachfolgestandard DAB+ wird in vertikaler Polarisation und im Gleichwellenbetrieb mit anderen Sendern ausgestrahlt. Am 29. August 2012 erfolgte der Wechsel von DAB-Kanal 12D auf DAB-Kanal 11D. Über diesen wird derzeit der Multiplex Radio für NRW mit den Programmen des WDR und einer Leistung von 0,4 kW ERP übertragen.
| Block                        | Programme (Datendienste) | ERP (kW) | Antennendiagramm rund (ND)/ gerichtet (D) | Gleichwellennetz (SFN) |
| ---------------------------- | --- | -------- | ----------------------------------------- | --- |
| 11D Radio für NRW (D__00236) | - 1 Live (88 kbps) - 1 Live diggi (88 kbps) - WDR 2 Rhein-Ruhr (RR) (88 kbps) - WDR 2 Ostwestfalen-Lippe (OW) (88 kbps) - WDR 2 Südwestfalen (SW) (88 kbps) - WDR 3 (120 kbps) - WDR 4 Rhein-Ruhr (RR) (88 kbps) - WDR 4 Ostwestfalen-Lippe (OW) (88 kbps) - WDR 4 Südwestfalen (SW) (88 kbps) - WDR 5 (88 kbps) - WDRcosmo (80 kbps) - WDR Maus (80 kbps) - WDR Event (56 kbps) - WDR EPG (8 kbps) - ARD TPEG (16 kbps) | 0,4      | ND                                        | - Region Aachen: Aachen (Stolberg-Donnerberg), Eifel (Dahlem-Bärbelkreuz) - Bergisches Land: Engelskirchen (Hohe Warte), Gummersbach (Kerberg), Remscheid (Hohenhagen), Wuppertal (Auf der Königshöhe) - Rheinland: Bonn (Venusberg), Köln (Kölnturm) - Rhein-Ruhr: Düsseldorf (Rheinturm), Gelsenkirchen-Scholven, Kleve (Bresserberg), Langenberg (Hordtberg), Viersen (Süchtelner Höhen) - Ruhrgebiet: Dortmund (Florianturm) - Münsterland: Ibbenbüren (Blomenkamp), Münster (Nottuln-Baumberge), Oelde (Mackenberg), Schöppingen - Ostwestfalen-Lippe: Bad Oeynhausen (P.Westf.-Wittekindsberg), Bielefeld (Hünenburg), Herford (Eggeberg), Höxter (Holzminden), Stemwede (Arrenkamp), Teutoburger Wald (Bielstein), Warburg, Willebadessen (Eggegebirge) - Südwestfalen: Biedenkopf (Sackpfeife), Ederkopf (Oberste Henn), Hallenberg (Bollerberg), Hochsauerland (Hunau), Lennestadt (Kuhhelle), Meschede, Nordhelle, Olsberg, Siegen (Giersberg) |